# Manuel Lombardo
Manuel Lombardo (Torino, 4 dicembre 1998) è un judoka italiano, campione europeo a Lisbona 2021 e vice-campione mondiale a Budapest 2021 nella categoria di peso fino a 66 chilogrammi e a Doha 2023 nella categoria fino a 73 chilogrammi.

## Biografia
È cresciuto sportivamente nell'Akiyama di Settimo Torinese ed è membro del Centro Sportivo Esercito.
Si è messo in mostra a livello giovanile rappresentando l'Italia al Festival olimpico della gioventù europea di Tbilisi 2015, dove ha vinto la medaglia d'argento nella categoria 60 chilogrammi, perdendo la finale contro il georgiano Robinzon Beglarishvili.
Ha vinto la medaglia d'oro ai Giochi del Mediterraneo di Tarragona 2018 nella categoria fino a 66 chilogrammi, superando in finale lo spagnolo Alberto Gaitero.
È stato nominato il miglior judoka europeo del 2018 dall'Unione Europea Judo.
Ai campionati europei di Praga 2020, favorito alla vittoria del torneo alla vigilia, è stato eliminato al primo turno nei -66 kg contro l'azero Orkhan Safarov, a seguito della squalifica per aver messo a repentaglio l’incolumità del suo avversario in un'azione di attacco.
Sì è laureato campione continentale agli europei di Lisbona 2021, dove ha trionfato nel torneo dei -66 kg, superando in finale il georgiano Vazha Margvelashvili. Ai mondiali di Budapest 2021 ha ottenuto la medaglia d'argento, perdendo in finale con il giapponese Joshiro Maruyama; il risultato gli ha consentito di qualificarsi ai Giochi olimpici estivi di Tokyo 2020, dove termina al quinto posto.
Passato alla categoria di peso superiore dei -73kg, conquista ai campionati mondiali di Doha 2023 la medaglia d'argento perdendo in finale con lo svizzero Nils Stump.

## Palmarès
- Mondiali

Budapest 2021: argento nei -66 kg
Doha 2023: argento nei -73 kg;
- Europei

Lisbona 2021: oro nei -66 kg;
Podgorica 2025: argento nei -73 kg e nella gara a squadre;
- Giochi del Mediterraneo

Tarragona 2018: oro nei 66 kg;
- Festival olimpico della gioventù europea

Tbilisi 2015: argento nei 60 kg
- Europei Junior 2018 - 66kg: oro
- Mondiali Junior 2018 - 66kg: oro
- Tel Aviv Grand prix 2019 - 66kg: oro
- Brasilia Grand slam 2019 - 66kg: argento
- Abu Dhabi Grand slam 2019 - 66kg: oro
- Qingdao masters 2019 - 66kg: oro